# 陳忠正
陳忠正（英語：Chung-cheng, Chen，日语：／；1963年6月20日—），中華民國外交官，曾任臺北駐大阪經濟文化辦事處福岡分處處長。

## 生平
陳忠正畢業於國立政治大學外交系，後獲得該校東亞研究所碩士學位。
1990年7月，陳忠正進入中華民國外交部工作。
2018年，外交部任命陳忠正接替戎義俊出任臺北駐大阪經濟文化辦事處福岡分處處長，該任命於7月16日生效，戎義俊於同日退休。
2019年10月4日，臺北駐大阪經濟文化辦事處福岡分處舉行國慶酒會時，公布聲稱是日本首相安倍晉三的賀電，不過隨即遭到日方打臉否認，福岡分處隨後也發表聲明承認賀電不是發自首相府。該賀電是由安倍私下透過位於山口縣的政壇友人轉交給福岡代表處。
2021年，陳忠正完成任期，於10月15日搭機返臺。